# Yxen (Leksands socken, Dalarna, 673758-143470)
Yxen är en sjö i Leksands kommun i Dalarna och ingår i Dalälvens huvudavrinningsområde. Sjön har en area på 0,466 kvadratkilometer och ligger 332,1 meter över havet.

## Delavrinningsområde
Yxen ingår i det delavrinningsområde (673773-143394) som SMHI kallar för Mynnar i Yxbäcken. Medelhöjden är 370 meter över havet och ytan är 3,07 kvadratkilometer. Det finns inga avrinningsområden uppströms utan avrinningsområdet är högsta punkten. Vattendraget som avvattnar avrinningsområdet har biflödesordning 4, vilket innebär att vattnet flödar genom totalt 4 vattendrag innan det når havet efter 314 kilometer. Avrinningsområdet består mestadels av skog (78 procent). Avrinningsområdet har 0,47 kvadratkilometer vattenytor vilket ger det en sjöprocent på 8,9 procent.